# Gladstone Peak
Der Gladstone Peak ist ein Berg im US-amerikanischen Bundesstaat Colorado. Er liegt in den San Miguel Mountains und ist 4242,59 m hoch. In Colorado liegt er an Stelle 63 in der Liste der höchsten Berge.
Die Höhenangabe basiert auf den Daten des Jahres 1929, die auf den Stand der nordamerikanischen Höhenangaben des Jahres 1988 umgerechnet wurden.